# Lijst van rijksmonumenten in Biggekerke
De plaats Biggekerke telt 12 inschrijvingen in het rijksmonumentenregister. Hieronder een overzicht.
| Object                                               | Oorspronkelijke functie?  | Bouwjaar            | Architect | Locatie                          | Coördinaten?                  | Nr.?  | Afbeelding                                           |
| ---------------------------------------------------- | ------------------------- | ------------------- | --------- | -------------------------------- | ----------------------------- | ----- | ---------------------------------------------------- |
| Boerderijtje                                         | Boerderij                 |                     |           | Valkenisseweg 33                 | 51° 29' 53" NB, 3° 31' 24" OL | 36851 | Upload foto                                          |
| Hervormde kerk                                       | Kerk en kerkonderdeel     | ca. 1400            |           | Kerkplein 1                      | 51° 29' 57" NB, 3° 31' 32" OL | 36852 | Meer afbeeldingen                                    |
| Toren Hervormde kerk                                 | Kerk en kerkonderdeel     |                     |           | Kerkplein 1                      | 51° 29' 57" NB, 3° 31' 32" OL | 36853 | Meer afbeeldingen                                    |
| Pand met topgevel                                    | Woonhuis                  | 18e eeuw            |           | Bakkersgang 1, hoek Kerkplein    | 51° 29' 57" NB, 3° 31' 30" OL | 36854 | Pand met topgevel                                    |
| Smederij                                             | Werk-woonhuis             | 18e-19e eeuw        |           | Kerkplein 15                     | 51° 29' 59" NB, 3° 31' 32" OL | 36855 | Meer afbeeldingen                                    |
| Pand met gecementeerde langsgevel                    | Woonhuis                  | 17e eeuw (dakkapel) |           | Kerkplein 21                     | 51° 29' 58" NB, 3° 31' 34" OL | 36856 | Meer afbeeldingen                                    |
| Pand met gecementeerde langsgevel                    | Woonhuis                  |                     |           | Kerkplein 23                     | 51° 29' 58" NB, 3° 31' 34" OL | 36857 | Meer afbeeldingen                                    |
| L-vormig pand, voorheen gemeentehuis                 | Woonhuis                  | 18e-19e eeuw        |           | Kerkplein 30                     | 51° 29' 56" NB, 3° 31' 32" OL | 36858 | Meer afbeeldingen                                    |
| Brassers Molen                                       | Industrie- en poldermolen | 1712                |           | Oostweg 4                        | 51° 29' 51" NB, 3° 31' 57" OL | 36859 | Meer afbeeldingen                                    |
| Vliedberg: terrein waarin een vluchtberg/kasteelberg | Archeologisch monument    | 10e - 13e eeuw      |           | Biggekerke I (Zoutelandseweg)    | 51° 29' 59" NB, 3° 31' 37" OL | 46135 | Meer afbeeldingen                                    |
| Vliedberg: terrein waarin een vluchtberg/kasteelberg | Archeologisch monument    | 10e - 13e eeuw      |           | Biggekerke II (Schuitvlotstraat) | 51° 29' 56" NB, 3° 31' 36" OL | 46136 | Vliedberg: terrein waarin een vluchtberg/kasteelberg |
| Vliedberg: terrein waarin een vluchtberg/kasteelberg | Archeologisch monument    | 10e - 13e eeuw      |           | Bergweg                          | 51° 29' 15" NB, 3° 31' 40" OL | 46138 | Vliedberg: terrein waarin een vluchtberg/kasteelberg |